# Nameless Point
Der Nameless Point (englisch für Namenlose Spitze) ist eine Landspitze an der Nordküste Südgeorgiens. Sie markiert die Nordwestseite der Einfahrt zur Right Whale Bay.
Kartiert und vermutlich auch benannt wurde die Landspitze während der britischen Discovery Investigations im Zeitraum zwischen 1926 und 1930.